# Pavillion
Pavillion és una població dels Estats Units a l'estat de Wyoming. Segons el cens del 2000 tenia 165 habitants.

## Demografia
Segons el cens del 2000, Pavillion tenia 165 habitants, 77 habitatges, i 50 famílies. La densitat de població era de 335,3 habitants/km².
Dels 77 habitatges en un 23,4% hi vivien nens de menys de 18 anys, en un 54,5% hi vivien parelles casades, en un 9,1% dones solteres, i en un 33,8% no eren unitats familiars. En el 31,2% dels habitatges hi vivien persones soles el 15,6% de les quals corresponia a persones de 65 anys o més que vivien soles. El nombre mitjà de persones vivint en cada habitatge era de 2,14 i el nombre mitjà de persones que vivien en cada família era de 2,69.
Per edats la població es repartia de la següent manera: un 21,8% tenia menys de 18 anys, un 9,1% entre 18 i 24, un 20,6% entre 25 i 44, un 32,7% de 45 a 60 i un 15,8% 65 anys o més.
L'edat mediana era de 44 anys. Per cada 100 dones de 18 o més anys hi havia 84,3 homes.
La renda mediana per habitatge era de 33.125 $ i la renda mediana per família de 41.250 $. Els homes tenien una renda mediana de 30.833 $ mentre que les dones 19.167 $. La renda per capita de la població era de 17.790 $. Entorn del 3,3% de les famílies i el 3,5% de la població estaven per davall del llindar de pobresa.

## Poblacions més properes
El següent diagrama mostra les poblacions més properes.